# Strange Magic (película)
Strange Magic  (Titulada Marianne y la pócima del amor en España y Magia extraña en Hispanoamérica) es una película en 3D, producida por Lucasfilm y Lucasfilm Animation y estrenada por Touchstone Pictures. La película es dirigida por Gary Rydstrom y escrita por él, David Berenbaum e Irene Mecchi, a partir de una historia por George Lucas inspirada por El sueño de una noche de verano. La película es protagonizada por Alan Cumming, Evan Rachel Wood, Kristin Chenoweth y Maya Rudolph, y aparecen canciones populares como "Love Is Strange". La película se estrenó el 23 de enero de 2015.

## Elenco
- Alan Cumming como Bog King.
- Evan Rachel Wood como Marianne.
- Kristin Chenoweth como Sugar Plum Fairy.
- Maya Rudolph como Griselda.
- Sam Palladio como Roland.
- Alfred Molina
- Elijah Kelley como Sunny.
- Bob Einstein
- Peter Stormare
- Meredith Anne Bull como Dawn.

## Lanzamiento
El 21 de noviembre de 2014 fue estrenado un tráiler para la película.

## Música
En la banda sonora de la película se incluyen nuevas versiones de canciones como "Straight On", "Stronger", "Mistreated", y "Love Is Strange", Can't Help Falling in Love", y "Say Hey (I Love You)", que fue elegida por George Lucas.